# Модерн (філософія)
Модерн або епоха модерну (від англ. Modernity — сучасність; англ. modern — сучасний) — тема гуманітарних та соціальних наук, ансамбль конкретних соціокультурних норм, поглядів і практик, що виникли у період Нової історії внаслідок епох Відродження, Просвітництва 17 та 18 століття. Деякі коментатори вважають, що епоха модерну закінчилася 1930 р., Другою світовою війною в 1945 р., або в 1980-х чи 1990-х роках; наступна епоха називається постмодернізмом. Термін «новітня історія» також вживають для позначення часових рамок після 1945 року, не ототожнюючи їх ані з добою модерну, ані постмодерну (таким чином, термін «модерн» можна вживати як назву певної епохи в минулому, на відміну від значення «сучасна ера»). 
Залежно від галузі, «модерн» може стосуватися різних часових періодів або якостей. В історіографії 17—18 століття зазвичай описують як ранній модерн, тоді як довге XIX століття відповідає власне «модерній історії». Хоча вона охоплює широкий спектр взаємопов'язаних історичних процесів і культурних явищ (від моди до сучасної війни), вона також може посилатися на суб'єктивний або екзистенційний досвід умов, які вони створюють, та їх постійний вплив на людську культуру, інститути та політику (Berman, 2010, 15–36). 
Як аналітична концепція та нормативний ідеал, модерн тісно пов'язаний з етосом філософського та естетичного модернізму; політичними й інтелектуальними течіями, що перетинаються з Просвітництвом; і такими явищами, як екзистенціалізм, модерне мистецтво, формальне становлення суспільної науки та сучасні антитетичні розробки, як-от марксизм. Він також охоплює соціальні відносини, пов'язані з піднесенням капіталізму, і зміну поглядів, пов'язаних із секуляризацією та постіндустріальним життям (Berman, 2010, 15–36). 
Наприкінці 19-го — на початку 20-го століття модерністське мистецтво, політика, наука та культура стали панувати не лише у Західній Європі та Північній Америці, а й майже у всіх цивілізованих районах земної кулі, зокрема рухи, які вважалися протилежними Заходу та глобалізації. Епоха модерну тісно пов'язана з розвитком індивідуалізму, капіталізму, урбанізації та вірою у можливості технологічного й політичного прогресу. Війни та інші проблеми цієї епохи, багато з яких походять від наслідків швидких змін і пов'язаної з цим втрати сили традиційних релігійно-етичних норм, призвели до багатьох реакцій проти модерного розвитку. Оптимізм та віра в постійний прогрес останнім часом критикуються постмодернізмом, тоді як домінування Західної Європи й Англо-Америки над іншими континентами піддається критиці постколоніальної теорії. 
На думку Мішеля Фуко (класифікується як прихильник постмодернізму, хоча сам він відкинув ярлик «постмодерніста», вважаючи свою працю «критичною історією модерну» (див., наприклад: (Call, 2002))), «модерн» як історична категорія позначена такими явищами, як критика чи відмова від традиції; пріоритетність індивідуалізму, свободи та формальної рівності; віра у неминучий соціальний, науково-технічний прогрес, раціоналізацію та професіоналізацію, рух від феодалізму (або аграризму) до капіталізму та ринкової економіки, індустріалізації, урбанізації та секуляризації, розвитку національної держави, представницької демократії, публічної освіти (Foucault, 1977, 170–77). 
У контексті історії мистецтва «модерність» (modernité) має обмежений сенс; «модерне мистецтво» охоплює період прибл. 1860–1970. Вживання терміна в цьому сенсі приписують Шарлю Бодлеру, який у своєму нарисі «The Painter of Modern Life» (1864) описував «швидкоплинний, ефемерний досвід життя в міському мегаполісі» і відповідальність мистецтва за відображення цього досвіду. У цьому сенсі термін стосується «певного ставлення до часу, який характеризується інтенсивним історичним розривом, відкритістю до новизни майбутнього та посиленою чутливістю до того, що є унікальним для сьогодення» (Kompridis, 2006, 32–59). 

## Етимологія
Пізній латинський прикметник modernus, похідне від прислівника modo «зараз, тільки зараз», засвідчується з V століття, спочатку в контексті відмежування християнської епохи від язичницької. В 6-му столітті, Кассіодор був першим письменником, щоб використовувати modernus «сучасний» регулярно звертатися до свого віку (O'Donnell, 1979, 235 n9). Терміни antiquus і modernus вживалися в хронологічному сенсі в епоху Каролінга. Наприклад, magister modernus (магістр модерну) посилався на сучасного вченого, на відміну від старих авторитетів, таких як Бенедикт Нурський. У ранньосередньовічному вжитку модерн посилався на владу, молодшу за язичницьку давнину, та на отці ранньої церкви, але необов'язково до наших днів, і може включати авторів, що існують кілька століть, приблизно з часів Беда, тобто посилаючись на час після заснування ордена Святого Бенедикта та/або падіння Західної Римської імперії (Hartmann, 1974, passim). 
Латинський прикметник був прийнятий у середньофранцузькій мові як модерн ще в XV столітті, а отже, у ранньому періоді Тудору, у ранньомодерну англійську мову. Раннє сучасне слово означало «теперішнє», або «відноситься до теперішніх часів», не обов'язково з позитивною конотацією. Шекспір використовує modern у значенні «щоденне, звичайне, звичне». 
Слово увійшло до широкого вжитку в контексті суперечка про древніх і нових наприкінці XVII століття в рамках французької академії, обговорюючи питання про те, «чи модерна культура перевершує класичну (грецько-римську) культуру?». У контексті цієї дискусії «древні» (anciens) та «нові» (modernes) були прихильниками протилежних поглядів, колишні вважали, що сучасні письменники не можуть зробити нічого кращого, ніж наслідувати генія класичної античності, тоді як останні, разом з Шарльом Перро (1687) запропонував, щоб більше, ніж просто «Відродження» давніх досягнень, «Доба раціоналізму» вийшла за рамки можливого в класичний період. Термін модерн (modernity), вперше введений у 1620-х роках, у цьому контексті передбачав імплікацію історичної епохи після епохи Відродження, в якій досягнення античності були перевершені (Delanty, 2007).

## Фази
Модерн пов'язаний з культурними та інтелектуальними рухами 1436–1789 рр. і поширюється на 1970-ті або пізніше (Toulmin, 1992, 3–5). 
За Маршаллом Берманом, модерн періодизується на три загальноприйняті фази (охрещені «Ранньою», «Класичною» та «Пізньою», відповідно Пітеру Осборну:
- Ранній модерн: 1500–1789 (або 1453–1789 у традиційній історіографії)
- Класичний модерн: 1789–1900 рр. (відповідає довгому XIX ст. (1789–1914 рр.) у схемі Гобсбаума)
- Пізній модерн: 1900–1989.

На другому етапі Берман звертається до зростання сучасних технологій, таких як газета, телеграф та інші форми засобів масової інформації. Відбувся великий перехід до модернізації в ім'я промислового капіталізму. Нарешті, на третій фазі, модерністське мистецтво та індивідуальна творчість поклали початок новій модерністській епосі, бо вона бореться з гнітючою політикою, економікою та іншими соціальними силами, включаючи засоби масової інформації (Laughey, 2007, 30).[джерело?]
Деякі автори, такі як Ліотар і Бодрійяр, вважають, що модерн закінчився в середині або наприкінці 20 століття і, таким чином, визначила період, наступний за модерном, а саме постмодернізм (1930/1950/1990-ті роки). Однак інші теоретики розглядають період з кінця 20 століття до сьогодення лише як чергову фазу модерну; Зигмунт Бауман називає цю фазу «рідким» модерном, Ґіденс позначає це «високим» моденом (див. Високий модернізм). 

## Означення
З наявних концептуальних визначень в соціології модерн «позначений і визначений одержимістю „доказом“», візуальною культурою та особистістю наочності (Leppert, 2004, 19). Взагалі, масштабна соціальна інтеграція, що становить модерність, передбачає: 
- посилення руху товарів, капіталу, людей та інформації серед населення, яке раніше було дискретним, і, як наслідок, вплив за межами місцевості;
- посилення формальної соціальної організації мобільних популяцій, розвиток «мікросхем», по яких вони та їхній вплив подорожують, та соціальної стандартизації, що сприяє соціально-економічній мобільності;
- посилена спеціалізація сегментів суспільства, тобто розподіл праці та міжзалежність району;
- підвищений рівень надмірної стратифікації з точки зору суспільного життя сучасної людини;
- посилювався стан дегуманізації, нелюдства, об'єднання, коли людина переживала негативний поворот подій, які проросли все більший страх;
- людина стала жертвою основних обставин, представлених сучасним світом;
- підвищення конкурентоспроможності серед людей у суспільстві (виживання найсильніших) із встановленням правила джунглів.

## Подальше читання
- Adem, Seifudein. 2004. "Decolonizing Modernity: Ibn-Khaldun and Modern Historiography." In Islam: Past, Present and Future, International Seminar on Islamic Thought Proceedings, edited by Ahmad Sunawari Long, Jaffary Awang, and Kamaruddin Salleh, 570–87. Salangor Darul Ehsan, Malaysia: Department of Theology and Philosophy, Faculty of Islamic Studies, Universiti Kebangsaan Malaysia.
- Arendt, Hannah. 1958. "The Origins Of Totalitarianism" Cleavland: World Publishing Co. ISBN 0-8052-4225-2
- Buci-Glucksmann, Christine. 1994. Baroque Reason: The Aesthetics of Modernity. Thousand Oaks, Calif: Sage Publications. ISBN 0-8039-8975-X (cloth) ISBN 0-8039-8976-8 (pbk)
- Carroll, Michael Thomas. 2000. Popular Modernity in America: Experience, Technology, Mythohistory. SUNY Series in Postmodern Culture. Albany: State University of New York Press. ISBN 0-7914-4713-8 (hc) ISBN 0-7914-4714-6 (pbk)
- Corchia, Luca. 2008. "Il concetto di modernità in Jürgen Habermas. Un indice ragionato." The Lab's Quarterly/Il Trimestrale del Laboratorio 2:396ff. ISSN 2035-5548.
- Crouch, Christopher. 2000. "Modernism in Art Design and Architecture," New York: St. Martins Press. ISBN 0-312-21830-3 (cloth) ISBN 0-312-21832-X (pbk)
- Davies, Oliver. 2004. "The Theological Aesthetics". In The Cambridge Companion to Hans Urs von Balthasar, edited by Edward T. Oakes and David Moss, 131–42. Cambridge and New York: Cambridge University Press. ISBN 0-521-89147-7.
- Eisenstadt, Shmuel Noah. 2003. Comparative Civilizations and Multiple Modernities, 2 vols. Leiden and Boston: Brill.
- Everdell, William R. 1997. The First Moderns: Profiles in the Origins of Twentieth-Century Thought. Chicago: University of Chicago Press. ISBN 0-226-22480-5 (cloth); ISBN 0-226-22481-3 (pbk).
- Gaonkar, Dilip Parameshwar (ed.). 2001. Alternative Modernities. A Millennial Quartet Book. Durham: Duke University Press. ISBN 0-8223-2703-1 (cloth); ISBN 0-8223-2714-7 (pbk)
- Giddens, Anthony. 1990. The Consequences of Modernity. Stanford: Stanford University Press. ISBN 0-8047-1762-1 (cloth); ISBN 0-8047-1891-1 (pbk); Cambridge, UK: Polity Press in association with Basil Blackwell, Oxford. ISBN 0-7456-0793-4
- Horváth, Ágnes, 2013. Modernism and Charisma. Houndmills, Basingstoke: Palgrave Macmillan. ISBN 9781137277855 (cloth)
- Jarzombek, Mark. 2000. The Psychologizing of Modernity: Art, Architecture, History. Cambridge: Cambridge University Press.
- Kolakowsi, Leszek. 1990. Modernity on Endless Trial. Chicago: University of Chicago Press. ISBN 0-226-45045-7
- Kopić, Mario. Sekstant. Belgrade: Službeni glasnik. ISBN 978-86-519-0449-6
- Latour, Bruno. 1993. We Have Never Been Modern, translated by Catherine Porter. Cambridge, MA: Harvard University Press. ISBN 0-674-94838-6 (hb) ISBN 0-674-94839-4 (pbk.)
- Perreau-Saussine, Emile. 2005. Les libéraux face aux révolutions: 1688, 1789, 1917, 1933 (PDF). Архів оригіналу (PDF) за 17 грудня 2008. Процитовано 14 березня 2020. (457 KB). Commentaire no. 109 (Spring): 181–93.
- Vinje, Victor Condorcet. 2017. The Challenges of Modernity. Nisus Publications.Шаблон:Full citation needed
- Wagner, Peter. 1993. A Sociology of Modernity: Liberty and Discipline. Routledge: London. ISBN 9780415081863
- Wagner, Peter. 2001. Theorizing Modernity. Inescapability and Attainability in Social Theory. SAGE: London. ISBN 978-0761951476
- Wagner, Peter. 2008. Modernity as Experience and Interpretation: A New Sociology of Modernity. Polity Press: London. ISBN 978-0-7456-4218-5